# 28396 Eymann
28396 Eymann è un asteroide della fascia principale. Scoperto nel 1999, presenta un'orbita caratterizzata da un semiasse maggiore pari a 2,3422408 UA e da un'eccentricità di 0,1258769, inclinata di 6,36644° rispetto all'eclittica.